# Gynaephila melanomma
Gynaephila melanomma är en fjärilsart som beskrevs av George Francis Hampson 1902. Gynaephila melanomma ingår i släktet Gynaephila och familjen nattflyn. Inga underarter finns listade i Catalogue of Life.